# Ajani
Ajani su bili uglednici u Osmanskom Carstvu. Visoki osmanski dostojanstvenici nosili su tu oznaku uz ime. Od 18. stoljeća ajan je oznaka za nositelje lokalne vlasti u pokrajinama Osmanskog Carstva. Prije 18. st. dužnost ajana bila je više savjetodavna, kao gradsko vijeće koje samo predlaže mjere koje bi država morala poduzeti. Ajani su mogli imati i ulogu "svjedoka" na šerijatskom sudu. Bili su porota svoje vrste čiji su članovi bili "dobri" i ugledni ljudi. Vremenom ajani postaju kasta koja je dosegla oligarhski položaj u osmanskom društvu. Zamijenili su klasični državni aparat, 1720. uveden je redovni porez "mirnodopske pomoći". Na osnovi tog poreza i službe koju su dotad obnašali po kadilucima, ajanstvo je postalo upravno-sudska funkcija. Ajanska oligarhija nije nastala iz težnje k bezvlašću, nego iz želje države da uz pomoć mjesnih moćnika uspostavi red.